# Pistolet Fort 17
Fort 17 (ukr. Форт-17) – pistolet ukraiński, zaprezentowany po raz pierwszy na wystawie sprzętu wojskowego „Зброя та безпека-2004” w Kijowie (27-30 października 2004 roku). Jest modyfikacją wcześniejszego pistoletu Fort 12 opartą na identycznej konstrukcji i mechanizmach działania.

## Konstrukcja
Fort 17 zbudowany jest z polimerów (jest więc dużo lżejszy) oraz ma wymienną tylną część chwytu (możliwe jest zamontowanie różnej jej wielkości, co pozwala na dostosowanie chwytu do indywidualnych wymagań strzelca). Pistolet wstępnie oceniono jako precyzyjny i niezawodny.

## Wersje
- Fort-17 (Форт-17) – kalibru 9 × 18 mm Makarowa
- Kobra (Кобра) – kalibru 9 × 18 mm Makarowa
- Fort-17 CURZ (Форт-17 CURZ) – kalibru 9 × 17 mm
- Fort-17R (Форт-17Р) – broń nieśmiercionośna
- Fort-17T (Форт-17Т) – broń nieśmiercionośna